# Nordböhmisches Opern- und Balletttheater Ústí nad Labem

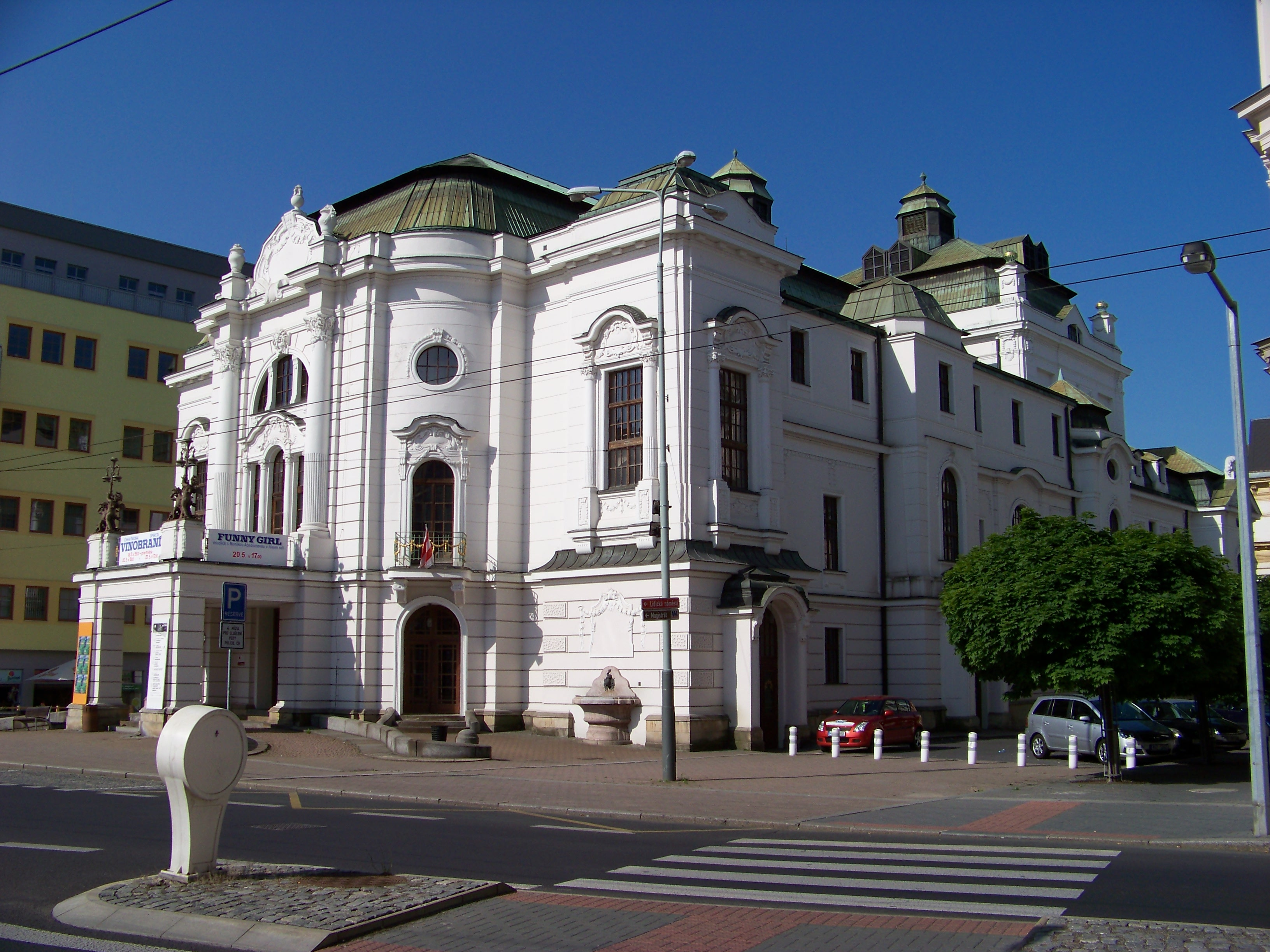
Das Stadttheater in Aussig, heute Ústí nad Labem

Das Nordböhmische Opern- und Balletttheater ist ein Theater in Ústí nad Labem (Außig) in Tschechien. Seit 1909 ist es in einem neobarocken Gebäude mit Jugendstilelementen am heutigen Lidice-Platz untergebracht.

## Geschichte
Bereits 1818 wurde in Außig die erste Laientheatergesellschaft gegründet. Von Anfang an traten darin vor allem hochrangige Bürger auf, 1838 gehörte beispielsweise der damalige Bürgermeister zu den Mitgliedern. Aufgrund der nationalen Zusammensetzung wurde im 19. Jahrhundert in deutscher Sprache gespielt.
Der Wandel erfolgte Ende des 19. Jahrhunderts, als unter anderem als Zeichen des wachsenden Wohlstands von der Errichtung eines eigenen Theatergebäudes die Rede war. 1899 stellte die Stadt für den Bau ein Grundstück in der Nähe des heutigen Lidice-Platzes zur Verfügung. Ebenso wurde ein Theaterkomitee gegründet, dessen primäre Aufgabe es war, den Bau zu finanzieren. Das gelang schnell, neben Hunderttausenden von österreichischen Kronen arrangierte es auch Spenden der Bürgerbrauerei, der Sparkasse und des Vereins für chemische und metallurgische Produktion. 1906 beschloss die Stadt, dass das Theater eine Kapazität von 700 bis 800 Personen haben sollte, und schrieb einen Architekturwettbewerb aus. Von insgesamt 42 Bewerbern gewann der Entwurf des auf Theater spezialisierten Wiener Architekten Alexander Graf, der auch die Theater in Znaim, Most oder das Slowenische Nationaltheater entwarf. Die Baukosten überstiegen eine Million österreichische Kronen.
Das erste in diesem Haus aufgeführte Werk war Franz Grillparzers Sappho. 1919 stellte sich die Frage, wer den Betrieb des Theaters sicherstellen würde. Am Ende wurde entschieden, dass die Stadt selbst Betreiber ist, auch auf Kosten des Defizits. In den Jahren 1923 und 1924 überstieg es jedoch bereits eine Million tschechoslowakische Kronen, so dass beschlossen wurde, das Theater zu vermieten. Zur gleichen Zeit begannen regelmäßig an Feiertagen die ersten tschechischen Theaterstücke gespielt zu werden. Das erste tschechische Stück war bereits 1919 Josef Kajetán Tyls Dráteník. 1924 wurde dank des Kommunisten F. Šrámek vereinbart, dass es 30 tschechische Aufführungen pro Saison geben würde. Erfolgreich waren Chöre von Militäreinheiten oder sogar Freiwilligen aus Ústí, die sich auch über die Grenzen hinaus einsetzten. Das letzte tschechische Theaterstück vor der Besetzung des Sudetenlandes war die Inszenierung eines Olmützer Dramas.
Nach der Besetzung der Stadt durch die Nationalsozialisten wurden alle Mitarbeiter tschechischer und jüdischer Herkunft entlassen. Die Finanzierungsprobleme des Theaters wurden vorübergehend durch eine großzügige Förderung durch das Propagandaministerium gelöst. Nach und nach wurden immer mehr ideologische Spiele eingeführt. Schließlich wurde das Theater 1944 aus allgemeinem Geldmangel geschlossen. Nach Kriegsende wurde das Theater wiedereröffnet und hieß kurz Slawisches Theater von Beneš und Stalin, einen Monat später Stadttheater in Ústí nad Labem. Die erste tschechische Nachkriegsaufführung war Bedřich Smetanas Die verkaufte Braut. Gleichzeitig wurden eine Schauspieltruppe und das Städtische Sinfonieorchester gegründet.
Weitere Veränderungen, vor allem in der Organisation, folgten nach 1948. In der Spielzeit 1949/1950 wurde das Theater sogar mit den Theatern Teplice und Mosteck unter einer Leitung in Teplice zusammengelegt. Diese Regelung dauerte jedoch nur zwei Jahre. 1968 wurde ein neuer Name beschlossen, Zdeněk-Nejedlý-Staatstheater. Nach vier Jahren wurde es offiziell in das Drama Studio eingegliedert. Ende der 1980er Jahre wurde mit dem Umbau und der Erweiterung des Technikgebäudes begonnen.
1990 wurde das Theater in Staatstheater in Ústí nad Labem umbenannt. Zwei Jahre später wurde das Schauspielstudio wieder selbstständig, und ein weiteres Jahr später wurde das Gebäude nach dem Wiederaufbau eröffnet. Mitte der 1990er Jahre kehrte die Bezeichnung Stadttheater zurück und 2004 wurde es zuletzt in Nordböhmisches Opern- und Balletttheater umbenannt.

## Geschichte des Theatergebäudes
Das Hauptgebäude des Theaters bildet eine Seite des Lidice-Platzes. An den Seiten stehen das historische Gebäude des Stadtmuseums Ústí nad Labem und ein multifunktionaler Neubau, der die Lücke nach dem Abriss des Postpalastes in den 1980er Jahren ersetzte. Hinter diesem Gebäude befindet sich ein kleinerer Erweiterungsbau des Theaters, in dem sich hauptsächlich die technischen Einrichtungen befinden. Auf der gegenüberliegenden Seite des Platzes befindet sich der ebenfalls denkmalgeschützte Sitz der Gemeinde aus der Wende der 1950er und 1960er Jahre.
Der Vorschlag für das Theater stammte aus einem Architekturwettbewerb von 1906. Der Siegervorschlag wurde jedoch nicht umgesetzt. Den 1. Platz belegte der Wiener Architekt Rudolf Kraus mit seinem neobarocken Entwurf. Dieser Plan rechnete jedoch mit Finanzen, die den Betrag von 1,4 Millionen Kronen überstiegen. Auch die zweiten und dritten Plätze mit Vorschlägen im Geiste des Jugendstils wurden nicht genutzt. Am Ende entschied sich die Stadt für die günstige Variante von Alexander Graf, der es im Wettbewerb nicht einmal in die Vorrunde schaffte.